# Euthalia purana
Euthalia purana är en fjärilsart som beskrevs av Hans Fruhstorfer 1906. Euthalia purana ingår i släktet Euthalia och familjen praktfjärilar. Inga underarter finns listade i Catalogue of Life.